# جون يتشر
جون يتشر (بالإنجليزية: John Letcher)‏ (و. 1813 – 1884 م) هو سياسي، ومحام من الولايات المتحدة الأمريكية ولد في كسينغتون.
وهو عضو في الحزب الديمقراطي الأمريكي .